# لوئیجی فاجولی
لوئیجی کریستیانو فاجولی (ایتالیایی: Luigi Cristiano Fagioli؛ زادهٔ ۹ ژوئن ۱۸۹۸ در اوسیمو، آنکونا، درگذشتهٔ ۲۰ ژوئن ۱۹۵۲ در مونت‌کارلو) رانندهٔ مسابقات اتومبیل‌رانی فرمول یک اهل ایتالیا بود که از فصل ۱۹۵۰ تا ۱۹۵۱ در مجموع در هفت گراند پری شرکت کرد.
او در طول دوران فعالیت خود در فرمول یک، ۶ بار بر روی سکو رفت، مجموعاً ۱ بار به پیروزی دست یافت و ۲۸ امتیاز را نیز به نام خود به‌ثبت رساند.
فاجولی در ۲۰ ژوئن ۱۹۵۲ بر اثر شدت جراحات وارده در تصادف رانندگی در مرحلهٔ تمرین، در بیمارستانی در مونت‌کارلو درگذشت.